# Северный Синай (мухафаза)
Се́верный Сина́й (араб. شمال سيناء‎, Шималь-Сина) — мухафаза в Арабской Республике Египет. Административный центр — город Эль-Ариш. Расположена на северо-востоке страны, в северной части Синайского полуострова, к востоку от мухафаз Порт-Саид, Исмаилия и Суэц, к северу от мухафазы Южный Синай. Северную часть мухафазы на протяжении 220 км ограничивает Средиземное море. Мухафаза имеет важное стратегическое значение: на протяжении всей египетской истории она являлась бастионом для отражения атаки внешних врагов Египта с востока.

## Рельеф
Рельеф мухафазы можно условно разделить на два основных типа. К первому относятся прибрежные ландшафты, к которым можно отнести и северные равнины, которые примыкают к Средиземному морю на глубину 20—40 км. Эти земли покрыты ровной песчаной почвой. Ко второму типу относятся каменистые пустынные территории, преобладающие в центральных областях мухафазы, для них характерно наличие гор и плато, между которыми располагаются вади.

## Население
Население мухафазы составляет 339 752 человек. Из них 86,5 % проживают в прибрежных районах, в то время как площадь всех прибрежных районов составляет лишь 21,4 % от всей площади провинции. Помимо арабов Египта, здесь проживает значительная доля бедуинов, ведущих кочевой образ жизни.

## Административное деление
Мухафаза состоит из 6 административных центров (районов):
- Бир-эль-Абд
- Нахль
- Эль-Хасна
- Эль-Ариш
- Шейх-Зувейд
- Рафах

## Карта мухафазы
Легенда карты:
|  | 100 000 — 150 000 жителей |
|  | 10 000 — 50 000 жителей   |
|  | 5 000 — 10 000 жителей    |
|  | Менее 5 000 жителей       |